# Witwatersrand

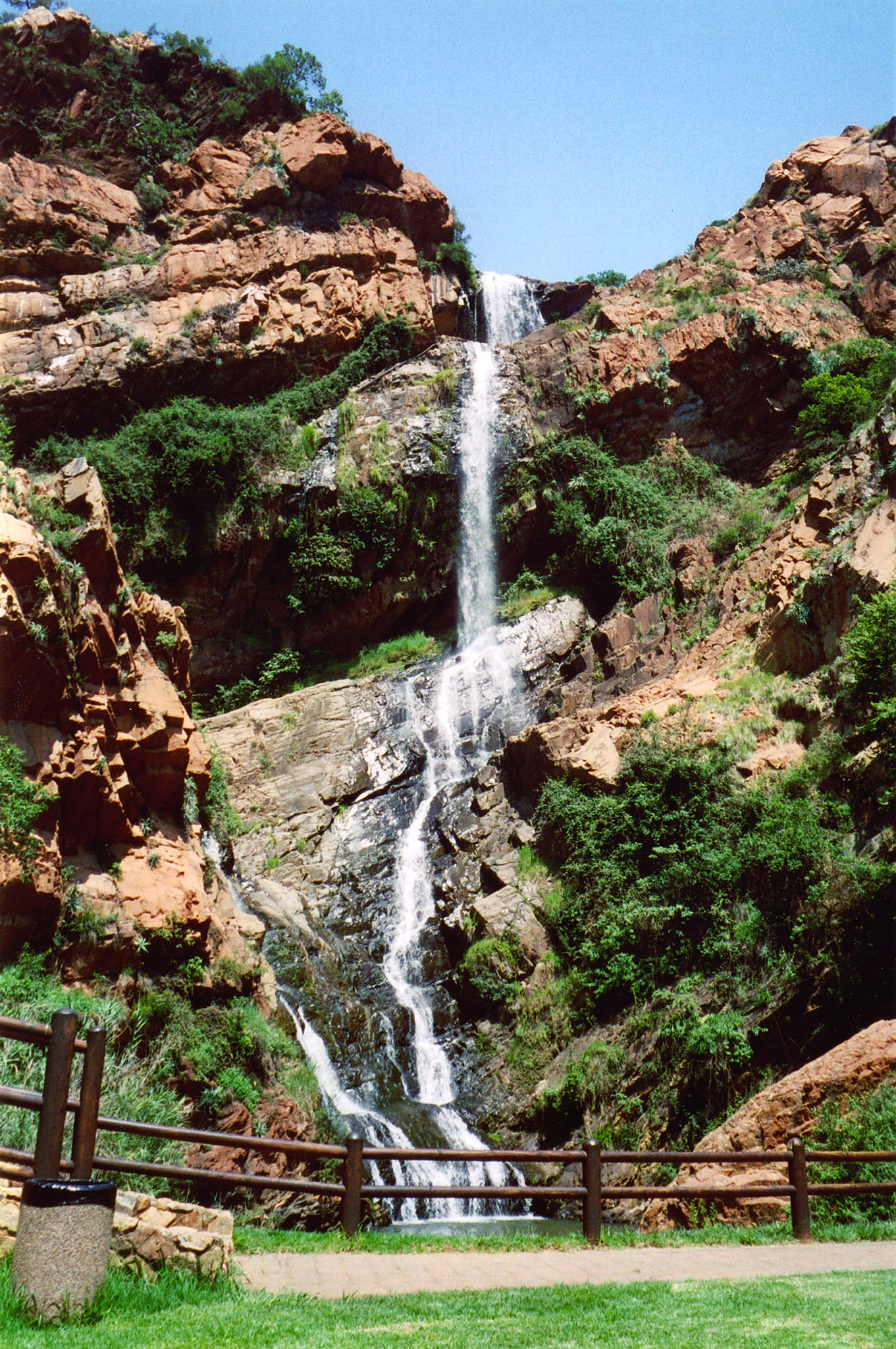
Het riviertje Muldersdrif loopt over de Roodekrans-rug

De Witwatersrand is een lage bergketen die door de provincie Gauteng in Zuid-Afrika loopt. 
De bergketen dient als een soort waterscheiding. Water dat naar het noorden stroomt komt terecht in de Limpopo en daarmee in de Indische Oceaan. Water dat naar het zuiden stroomt komt in de Vaalrivier terecht en daarmee in de Atlantische Oceaan. Hierdoor is er in een klein gebied een groot klimaatverschil ontstaan. Daardoor zijn de noordelijke voorsteden van Johannesburg in vochtig, vruchtbaar terrein gelegen, terwijl de zuidelijkere voorsteden veel droger zijn. De Witwatersrand is een deel van de provincie Gauteng, dat na de vorming in 1994 nog even de PWV-provincie werd genoemd. Dat was een afkorting voor Pretoria, Witwatersrand en Vereeniging/Vaaldriehoek.
De 'Rand' (Afrikaans voor onder andere '(berg)keten') is beroemd omdat 40% van al het goud ter wereld hiervandaan komt. Daarnaast is ook uranium een belangrijke delfstof die hier gegonnen wordt. Het graven naar goud en het ontwikkelen van het stedelijk gebied is in de jaren 1980 begonnen. Veel van de oude mijnen zijn nu gesloten, maar goudwinning bestaat nog steeds in het gebied. Vanwege de mineralenrijkdom in de Witwatersrand is de munt van Zuid-Afrika ernaar vernoemd (de rand).
De term 'Witwatersrand' wordt ook vaak gebruikt als aanduiding voor de stedelijke regio rond Johannesburg. Dat gebied is langwerpig en strekt zich 100 kilometer uit van Randfontein en Carletonville in het westen naar Springs in het oosten. Het sluit ook grote gebieden als Soweto in. De mijnbouw in het gebied heeft veel voordeel aan de nabijgelegen ijzer- en staalnijverheid in het noorden (Pretoria) en zuiden (Vereeniging) en de steenkolenmijnbouw in Witbank in het oosten. De beschikbaarheid van mankracht en energie tegen lage kosten waren vereisten voor de ontwikkeling van de mijnbouw in de Witwatersrand. Zwak punt is het tekort aan water in dit gebied.